# Тарквиций Приск
Марк Тарквиций Приск (на латински: Marcus Tarquitius Priscus) е политик и сенатор на Римската империя.
Произлиза от етруската патриции фамилия Тарквиции, клон Приск.
През 52/53 той е легат при Стацилий Тавър IV в Африка. През 53 г. Тарквиций Приск набеждава Стацилий Тавър в магьостничество и говорене против императорската фамилия, поддикван от Агрипина, съпругата на император Клавдий, която иска градините на богатия консул. Тавър се самоубива преди присъдата на сената.
По времето на Нерон през 59 – 61 г. Приск е проконсул на Витиния г.